# Carl Axel Wachtmeister (1795–1865)
Carl Axel Wachtmeister af Johannishus, född 30 september 1795 på Vanås slott, död 12 januari 1865 på Hanaskog i Kviinge socken, var en svensk greve och kammarherre. Han var den förste innehavaren av Vanås fideikommiss i Gryts socken i Kristianstads län.

## Vanås

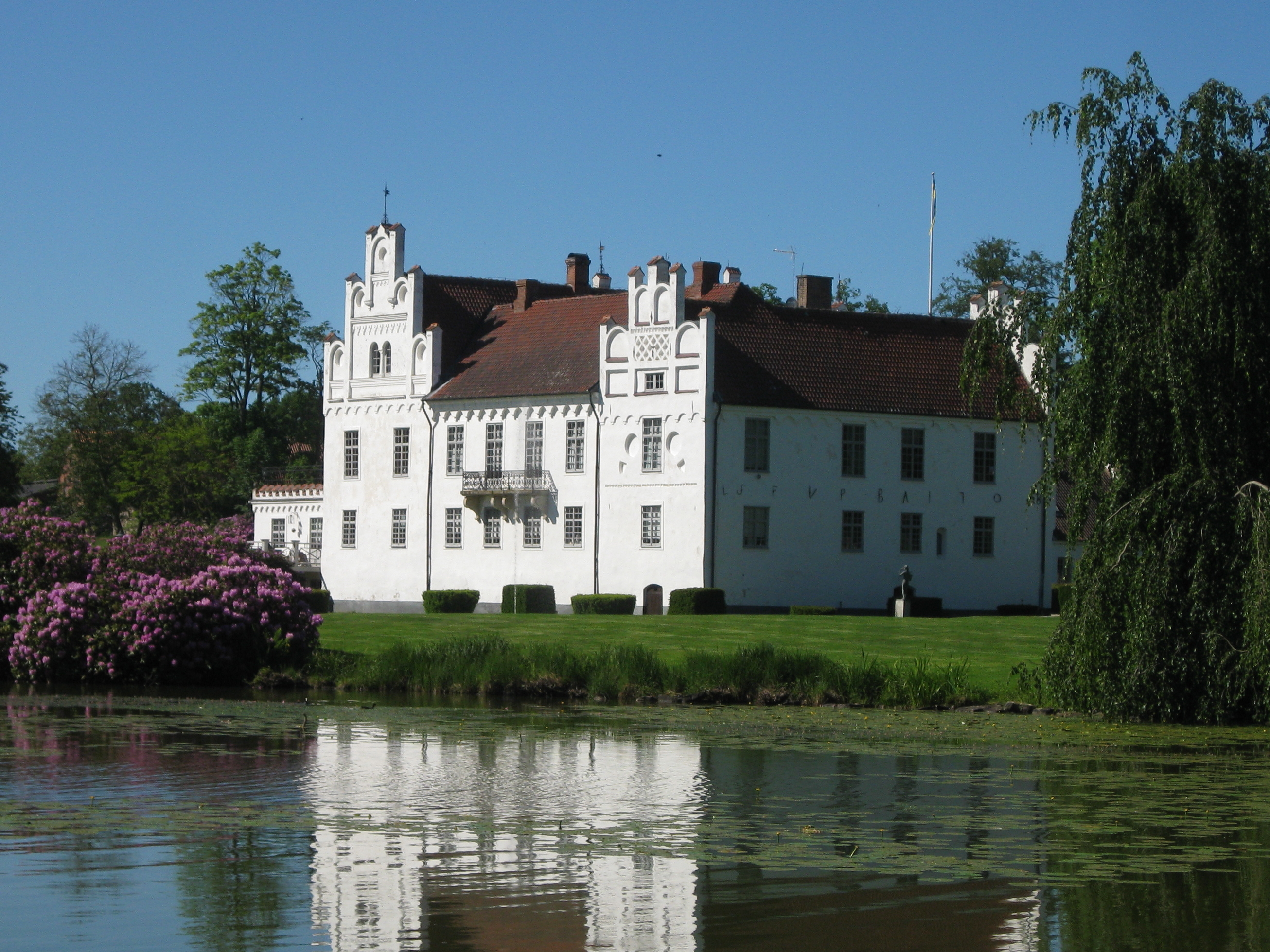
Vanås slott.

Vanås köptes 1756 av friherre Carl Axel Hamilton af Hageby, 1722–1763. Hans änka Elisabet (Betty) Jennings gifte efter makens död om sig med landshövdingen, friherre Carl Adlerfelt och fick med honom dottern Carolina. Carolina gifte sig med konteramiralen, greve Hans Fredrik Wachtmeister af Johannishus och fick med honom två söner. Den yngre av dessa två är föremålet för denna artikel.
Betty Adlerfelt, född Jennings, hade i testamente av den 7 juli 1800 inrättat Vanås gods som fideikommiss till förmån för sin dotterson Carl Axel Wachtmeister. Året därpå, efter mormoderns död, tillträdde han fideikommisset men fadern hade dock rätt att under sin livstid förfoga över egendomen. Vid den senares död 1807 blev Carl Axel Wachtmeister obestridd ägare av Vanås, som till hans myndighetsålders inträde förvaltades av hans förmyndare. Vid denna tid omfattade Vanås mer än 10 000 hektar och gav sin ägare en betydande avkastning.
Under åren 1818–1820 befann han sig på resande fot. Han besökte S:t Petersburg 1818, reste senare på året till Frankrike, där han stannade även följande år. Under resor i Italien, Spanien och Schweiz fullbordade han sin utbildning och synes bl.a. bedrivit ivriga arkitektstudier, särskilt i Italien.
De närmast följande åren var han sysselsatt med reparationer och ombyggnadsarbeten på Vanås. De båda flyglarna förenades genom den byggnad som numera inrymmer konstgalleriet, en bred trappa anlades upp till stora våningen och salongerna försågs med parkettgolv, vartill mönster hämtats från Italien.
Carl Axel Wachtmeister ansåg att det väl funnes "dåliga jordbrukare" men ingen "dålig jord". Han lät därför verkställa laga skifte överallt där godsen låg oskiftade tillsammans med kronohemman, och tog därvid den sämsta jorden på sin andel endast för att få så stor areal som möjligt. Kostnaderna för skiftet var betydande men kunde anses försvarliga med hänsyn till beräknad ökad avkastning i framtiden.

## Hanaskog

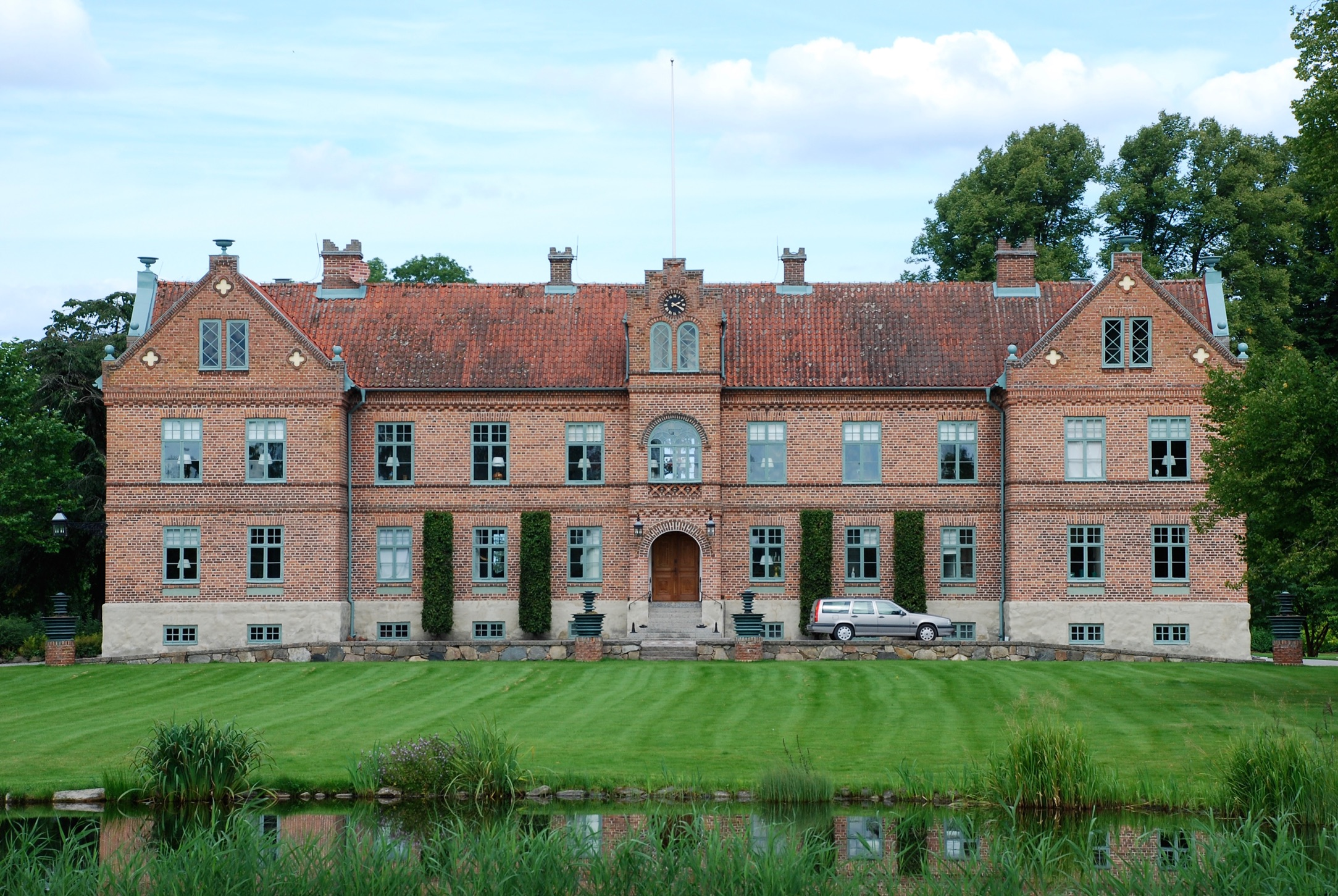
Hanaskog.

År 1827 förvärvades Hanaskog, där han åren 1852–1854 lät renovera och tillbygga huvudbyggnaden. Hanaskog sköttes fram till 1892 av sonen Gustaf men äganderätten övergick redan 1891 genom köp till dottern Carolines son, landshövdingen i Kristianstad, friherre Louis De Geer d.y.

## Familj
Carl Axel Wachtmeister gifte sig 1824 med grevinnan Beata Sofia Wrangel af Sauss, 1807–1844. Hon var dotter till generalmajoren, greve Fredrik Ulrik Wrangel af Sauss. De fick tillsammans sex barn, två döttrar och fyra söner.
- Caroline Lovisa, 1826–1910. Statsfru. Hon gifte sig 1848 på Vanås med sedermera justitiestatsministern, friherre Louis De Geer.
- Axel Fredrik, 1827–1899. Gift 1852 på Örbyhus med Elisabeth Sofia Lovisa Charlotta von Platen, 1834–1918.
- Sophie Elisabeth, 1829–1892. Gift 1857 på Hanaskog med kaptenen, sedermera översten, Gustav Magnus von Arbin.
- Hans Gustaf, 1831–1906. Gift 1859 i Vittskövle kyrka med Anna Maria Lovisa Stiernsvärd.
- Claes Gabriel, 1834–1918. Gift 1863–1872 med Sofia Eleonora Palmaer. Omgift 1874 i Chicago med Gerda Hansson.
- Hans, 1836–1907. Gift 1867 i Vittskövle kyrka med Vendla Augusta Matilda Stiernsvärd, syster till broderns hustru.